# Les Derniers Hommes (film)
Ne doit pas être confondu avec Les Derniers Hommes (roman) ou Le Dernier des hommes.
 (août 2023).
Si vous disposez d'ouvrages ou d'articles de référence ou si vous connaissez des sites web de qualité traitant du thème abordé ici, merci de compléter l'article en donnant les références utiles à sa vérifiabilité et en les liant à la section « Notes et références ».
Pour plus de détails, voir Fiche technique et Distribution.
Les Derniers Hommes est un film français réalisé par David Oelhoffen et sorti en 2023. Il s'agit d'une adaptation du roman Les Chiens jaunes d'Alain Gandy.
Il est présenté au festival du cinéma américain de Deauville 2023.
L'histoire se passe en mars 1945, quand l'empire du Japon foudroie par surprise les forces françaises en Indochine. 
Dix-neuf légionnaires du 5e REI inaptes au combat de la garnison de Khan Khaï dans le sud Laos reçoivent l'ordre de fuir vers la Chine, à pied. Leur survie dans la jungle — où ils doivent affronter les Japonais, une nature hostile et les tensions dans le groupe — semble incertaine.

## Synopsis
Le 9 mars 1945, en pleine Seconde Guerre mondiale, l'armée impériale japonaise lance une attaque éclair contre les forces françaises en Indochine. Pris au dépourvu, les soldats coloniaux sont décimés. Des milliers de civils et militaires périssent dans le chaos. Au cœur de ce carnage, dans un hôpital de campagne tenu par le 5e REI de la Légion étrangère, l'adjudant Janiçki — un vétéran d'origine polonaise — prend une décision désespérée, celle de fuir avec les dix-neuf derniers hommes encore debout.
Mais ces survivants ne sont pas des soldats ordinaires. Ce sont des hommes brisés, rongés par l'alcool, la drogue et les séquelles psychologiques de la guerre. Leur sevrage brutal les rend instables, paranoïaques, parfois violents. Le groupe s'engage dans une traversée périlleuse de la jungle, avec pour seul espoir un poste allié situé à plus de 300 kilomètres, en Chine.
Très vite, les tensions montent. La chaleur, la faim, les hallucinations et les désaccords sur la direction à prendre font éclater les rancunes. Janiçki tente de maintenir l'ordre, mais son autorité vacille. Chaque homme devient une menace pour les autres. La jungle, elle, ne pardonne rien.
Au fil des jours, les membres du groupe disparaissent — victimes de la nature, de leurs démons, ou des conflits internes. Finalement, un seul homme atteint le poste allié.

## Fiche technique
Sauf indication contraire, les informations mentionnées dans cette section peuvent être confirmées par la base de données cinématographiques IMDb,  présente dans la section « Liens externes ».
- Titre original : Les Derniers Hommes
- Réalisation : David Oelhoffen[2]
- Scénario : David Oelhoffen, Catherine Stragand, Jacques Perrin, Laurent Gaudé, Jean Herman, Éric Deroo, Sandro Agénor - d'après le roman Les Chiens jaunes d'Alain Gandy
- Musique : Superpoze
- Décors : Pascal Le Guellec
- Costumes : Anne-Sophie Gledhill
- Photographie : Guillaume Deffontaines
- Son : Guilhem Donzel, Thomas Desjonquères, Thomas Gauder, Olivier Dô Huu
- Montage : Sandie Bompar
- Production : Frédéric Bouté, Jacques Perrin, Nicolas Elghozi, Mathieu Simonet
- Sociétés de production : Galatée Films, Allons Voir, Versus Production
- Société de distribution : Tandem (France), O'Brothers distribution (Benelux)
- Pays de production :  France
- Format : couleur — 2,39:1
- Genre : drame, guerre, historique
- Durée : 120 minutes
- Dates de sortie :
  - France : septembre 2023 (Festival du cinéma américain de Deauville 2023), 21 février 2024 (sortie nationale)

## Distribution
- Guido Caprino : Giuseppe Sottile dit "Lemiotte"
- Andrzej Chyra : l'adjudant Janiçki
- Nuno Lopes : le caporal Lisboa dit "Lisbonne"
- Axel Granberger (de) : Karlson
- Yann Goven : Trefeuil dit "Sorbonne"
- Felix Meyer : Volmann dit "Poussin"
- Teng Va : Tinh
- Arnaud Churin : le médecin-capitaine Aubrac
- Antonio Lopez : Alvarez
- Wim Willaert : Mathusalem dit "Mathu"
- Francesco Casisa : Pepelucci dit "Musso"
- Aurélien Caeyman : Stigmann
- Maxence Perrin : Eisinger
- Guillaume Verdier : Marly
- Sahag Peltekian : Karamyan

## Production

### Tournage
Le tournage s'est déroulé dans la forêt tropicale guyanaise.

## Distinctions

### Sélections
- Festival du cinéma américain de Deauville 2023 : en section Fenêtre sur le cinéma français
- Festival international du film de Varsovie : Prix du Meilleur Réalisateur[4]
- War on Screen : en compétition internationale